# Monumento ai caduti (Borgonovo Val Tidone)
Il monumento ai Caduti di Borgonovo Val Tidone, conosciuto anche come allegoria della Vittoria come aquila, è un monumento dedicato ai caduti della prima e della seconda guerra mondiale. Si trova in piazza Garibaldi a Borgonovo Val Tidone, in provincia di Piacenza.

## Storia
Il monumento venne realizzato per volontà dell'amministrazione comunale borgonovese tra il termine del primo conflitto mondiale e il 1921, anno in cui la sua presenza sul sito è attestata da una fotografia. Per la realizzazione dell'opera fu deciso di riutilizzare una colonna che era stata recuperata nel corso del secolo precedente all'interno della rocca, edificio davanti al quale sarebbe, poi, stato collocato il monumento. Al momento del ritrovamento non era stato possibile risalire alla provenienza del manufatto, con tutta probabilità frutto di un saccheggio.
Secondo alcune fonti il monumento fu realizzato, invece, nel 1922, anno in cui fu, probabilmente posata l'aquila posta alla sommità della scultura, opera dello scultore Romolo Cappabianca.
Al termine della seconda guerra mondiale il monumento fu aggiornato con la posa ai suoi piedi di 4 lastre con l'indicazione dei cittadini borgonovesi caduti nel conflitto appena terminato.
Nel 1974 la colonna subì un incidente e venne pesantemente danneggiata, risultando spezzata in tre parti. I lavori di ripristino furono presi in carico e finanziati dall'amministrazione comunale borgonovese e l'anno successivo, in occasione delle celebrazioni del 25 aprile, il monumento ebbe una seconda inaugurazione.
Al 2014 il monumento si presentava in buone condizioni di conservazione con limitati danni prodotti da colature di colore verde derivanti da composti idrosolubili del rame sul capitello e sul basamento e una locale formazione di muffe e muschi causata dall'umidità.

## Descrizione
Il monumento, dalle dimensioni complessive di 7,8 m di altezza per 1,2 m di larghezza e profondità, è formato da una colonna a fusto scanalato di ordine corinzio, proveniente da una costruzione ignota, posata al di sopra di un piedistallo marmoreo a forma di parallelepipedo a base allargata sul quale sono poste quattro lastre, anch'esse in marmo, con l'indicazione dei nomi dei caduti borgonovesi della prima guerra mondiale. L'indicazione dei caduti del secondo conflitto mondiale, aggiunta successivamente, è posta ai piedi del basamento e i nomi sono indicati su altre quattro lastre.
La colonna culmina in un capitello in pietra, anch'esso di stile corinzio, sulla cui sommità si trova un'aquila realizzata in bronzo, aggiunta con l'intento di testimoniare la potenza e la supremazia dell'Italia fascista rifacendosi a stilemi tipici della Roma antica. L'uccello rapace è raffigurato con le ali spiegate, mentre la testa è piegata verso il lato sinistro. Gli artigli dell'aquila afferrano un festone di dimensioni minute caratterizzato dalla presenza di fogliame decorativo che cade lateralmente rispetto al capitello.